# بانک سلول
بانک سلول (به انگلیسی: Cell bank) تأسیساتی است که سلول‌های ژنوم خاص را به منظور استفاده در آینده در یک محصول یا نیازهای دارویی ذخیره می‌کند. این بانک‌ها اغلب حاوی مقادیر گسترده‌ای از مواد سلول پایه هستند که می‌توان از آنها برای پروژه‌های مختلف استفاده کرد. بانک‌های سلولی را می‌توان برای تولید مشخصات دقیق رده سلولی مورد استفاده قرار داد و همچنین می‌تواند به کاهش آلودگی متقاطع رده سلولی نامیرا کمک کند. استفاده از بانک‌های سلول همچنین هزینه فرآیندهای کشت سلول را کاهش می‌دهد و جایگزینی مقرون به صرفه برای نگهداری مداوم سلول‌ها در کشت فراهم می‌کند. بانک‌های سلول معمولاً در زمینه‌هایی از جمله تحقیقات سلول بنیادی و داروسازی مورد استفاده قرار می‌گیرند، که سرماداری روش مرسوم برای دست نخورده نگه‌داشتن مواد سلولی است. بانک‌های سلول همچنین به‌طور مؤثر فراوانی یک نمونه سلول را که از تقسیم سلولی طبیعی متنوع می‌شود در طول زمان کاهش می‌دهد.